# Condado de Greene (Alabama)
El condado de Greene es un condado de Alabama, Estados Unidos. Tiene una población estimada, a mediados de 2021, de 7629 habitantes.
La sede de condado es Eutaw.

## Historia
Fue fundado el 13 de diciembre de 1819.

## Geografía
Según la Oficina del Censo de los Estados Unidos el condado tiene un área total de 1709 km², de los cuales 1676 km² son tierra y 33 km² son agua.

### Principales autopistas
- Interstate 20/Interstate 59
- U.S. Highway 11
- U.S. Highway 43
- State Route 14
- State Route 39

### Condados adyacentes
- Condado de Pickens (norte)
- Condado de Tuscaloosa (noreste)
- Condado de Hale (este)
- Condado de Marengo (sur)
- Condado de Sumter (suroeste)

### Ciudades y pueblos
- Boligee
- Crawford Fork
- Eutaw
- Forkland
- Union

## Demografía
.
| Raza                   | Núm. | Porc.  |
| ---------------------- | ---- | ------ |
| Afroamericanos         | 6246 | 80.80% |
| Blancos                | 1301 | 16.83% |
| Amerindios             | 5    | 0.06%  |
| Asiáticos              | 7    | 0.09%  |
| Otras razas            | 33   | 0.43%  |
| De una mezcla de razas | 138  | 1.79%  |
| Total                  | 7730 | 100%   |

Del total de la población, el 0.79% son hispanos o latinos de cualquier raza.
| Población histórica Año Población ±% 1900 24 182 — 1910 22 717 −6.1 % 1920 18 133 −20.2 % 1930 19 745 +8.9 % 1940 19 185 −2.8 % 1950 16 482 −14.1 % 1960 13 600 −17.5 % 1970 10 650 −21.7 % 1980 11 021 +3.5 % 1990 10 153 −7.9 % 2000 9974 −1.8 % 2021 7629 −23.5 % |           |         |
| Población histórica |           |         |
| Año | Población | ±%      |
| 1900 | 24 182    | —       |
| 1910 | 22 717    | −6.1 %  |
| 1920 | 18 133    | −20.2 % |
| 1930 | 19 745    | +8.9 %  |
| 1940 | 19 185    | −2.8 %  |
| 1950 | 16 482    | −14.1 % |
| 1960 | 13 600    | −17.5 % |
| 1970 | 10 650    | −21.7 % |
| 1980 | 11 021    | +3.5 %  |
| 1990 | 10 153    | −7.9 %  |
| 2000 | 9974      | −1.8 %  |
| 2021 | 7629      | −23.5 % |